# Heinrich Bullinger
Heinrich Bullinger   (Bremgarten, 18 de juliol de 1504 - Zúric, 17 de setembre de 1575) fou un reformador i teòleg suís, successor de Huldrych Zwingli com a cap de l'Església de Zuric i pastor de Grossmünster. La seva figura fou molt menys controvertida que la de Joan Calví o Martí Luter, i malgrat que la seva importància ha estat subestimada, la investigació recent mostra que fou un dels teòlegs més influents de la Reforma Protestant al segle xvi. Bullinger va ser coautor de les Confessions helvètiques i va col·laborar amb Joan Calví per elaborar una doctrina reformada del Sopar del Senyor.

## Biografia
Heinrich Bullinger va néixer a Heinrich Bullinger Sr., un sacerdot, i Anna Wiederkehr, a Bremgarten, Aargau, Suïssa . Heinrich i Anna van poder viure com a marit i dona, encara que no estaven legalment casats, perquè el bisbe de Constança, que tenia la supervisió clerical d'Argovia, havia sancionat extraoficialment el concubinat clerical renunciant a les sancions contra el delicte a canvi d'una quota anual, anomenada impost bressol. Heinrich era el cinquè fill i el més petit dels set fills nascuts de la parella.
Fill de Heinrich Bullinger, degà de l'església capitular, i d'Anna Wiederkeher, nasqué a Bremgarten, Argòvia. El bisbe de Constança, que era supervisor de la zona d'Argòvia, havia sancionat extraoficialment el concubinat clerical, però després s'havia renunciat a totes les penes d'aquest delicte a canvi d'una quota anual. Com a tal, Heinrich i Anna foren capaços de viure com marit i muller de forma virtual i el jove Heinrich fou el cinquè fill nascut de la parella. La família era relativament acomodada i sovint acollia convidats. Quan era un nen petit, Bullinger va sobreviure a la plaga i a un accident potencialment mortal.
El 1519, amb quinze anys, els seus pares l'enviaren a la Universitat de Colònia amb la intenció que seguís el seu pare en la carrera eclesiàstica, quan començaven a conèixer-se les notícies relatives a Martí Luter. Bullinger sentia que havia de prendre decisions per si mateix i començà un programa sistemàtic de lectura que s'inicià amb Sentències de Pere Llombard, que després les comparà amb els Pares de l'Església i la Bíblia. El 1520 es posà a estudiar els tractats de Luter i arribà a la conclusió que Lutera era més fidel als Pares de l'Església i la Bíblia. Aleshores, convençut de la doctrina luterana, Bullinger renuncià a la seva intenció anterior d'entrar a l'Orde de la Cartoixa.
El 1522 tornà a casa, acceptant un càrrec com a director del col·legi del claustre de Kappel, tot i que només després d'haver negociat condicions especials, la qual cosa significava que no tenia la necessitat de fer vots monàstics o assistir a missa. A l'escola, Bullinger inicià un programa sistemàtic de lectura de la Bíblia i l'exegesi per als monjos. Durant aquest període escoltà les prèdiques de Zwingli i Jud en diverses ocasions; a més a més, sota la influència dels valdesos, Bullinger tingué una comprensió més simbòlica de l'Eucaristia. Es posà en contacte amb Zwingli el setembre del 1524. El 1528, a instàncies del Sínode de Zúric, abandonà el claustre de Kappel per convertir-se en un ministre ordinari de la parròquia.

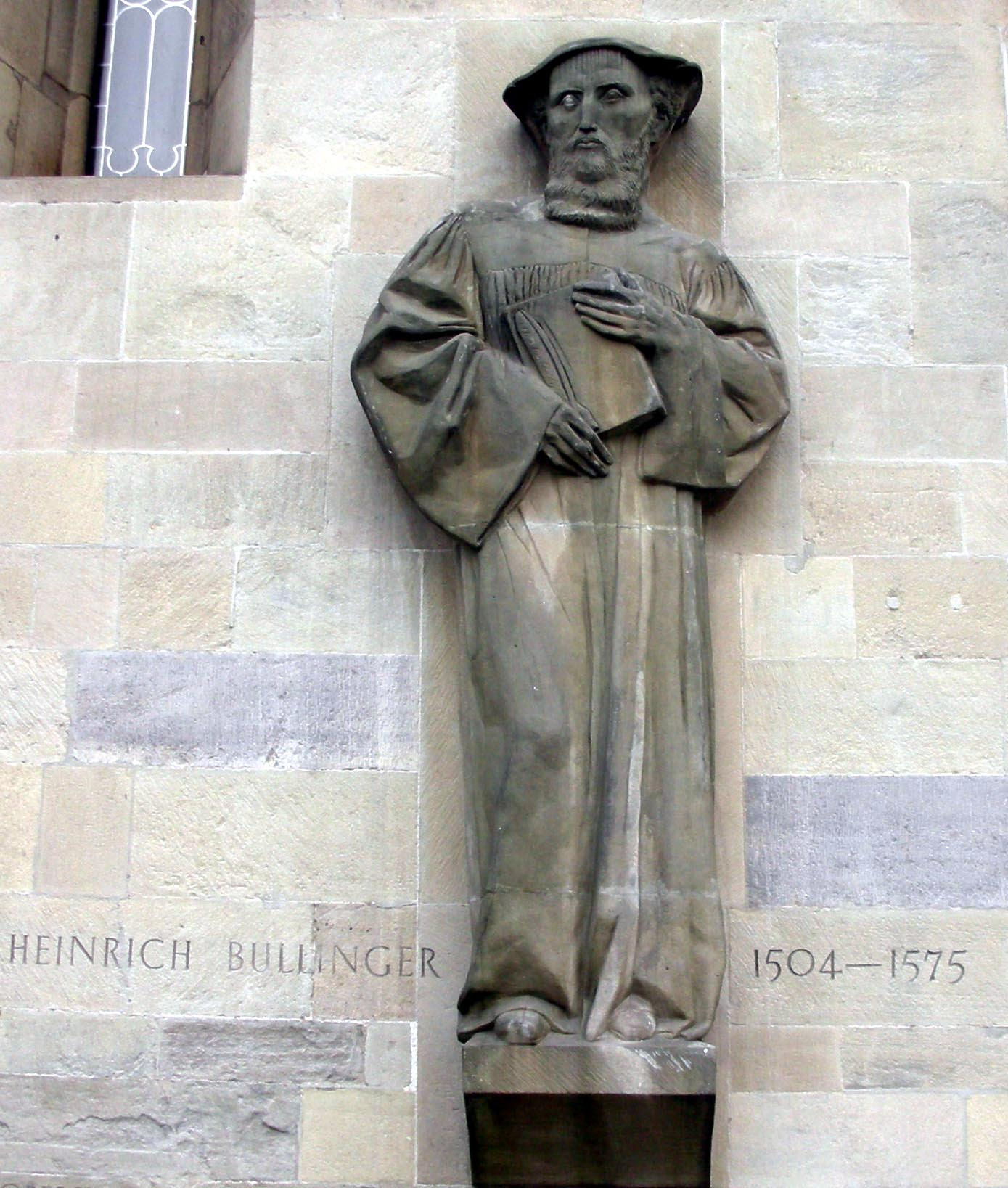
Escultura de Bullinger a Grossmünster.

El 1529 es casà amb Anna Adlischweiler, una ex-monja. El seu matrimoni fou feliç i considerat com un exemple a seguir. Casa seva era plena contínuament de fugitius, col·legues i persones en recerca de consell o ajut. Bullinger fou un pare atent que tingué cura dels seus onze fills, amb qui jugava i qui l'incitaren a escriure diversos versos de Nadal. Tots els seus fills es feren pastors.
Després de la derrota de la Batalla de Kappel (11 d'octubre de 1531), on caigué Zwingli, la regió d'Argòvia hagué de tornar a la fe catòlica. Bullinger i uns altres dos pastors hagueren d'abandonar la ciutat. Després d'haver guanyat una reputació com un dels líders dels predicadors protestants, Bullinger ràpidament rebé ofertes per ocupar el càrrec de pastor a Zúric, Basilea, Berna i Appenzell. Bullinger assumí finalment el càrrec de ministre de Zúric.
El desembre d'aquell mateix any, fou escollit, amb vint-i-set anys, successor de Zwingli com antistes de l'església de Zúric. Acceptà l'elecció només després que el Consell li hagués assegurat expressament que es trobava amb la seva predicació "lliure, independent i sense restriccions", àdhuc si es requeria la crítica al govern. Va conservar el seu càrrec fins a la seva mort el 1575.
Bullinger ràpidament va establir-se com un ferm defensor del sistema eclesiològic desenvolupat per Zwingli. El 1532, quan Jud proposà fer la disciplina eclesiàstica totalment independent del poder secular, Bullinger sostingué que la necessitat d'un conjunt independent dels tribunals de l'Església acaba quan el magistrat es converteix al Cristianisme, i que en un lloc amb un magistrat cristià, les institucions de l'Antic Testament eren apropiades. Tanmateix, Bullinger no sostingué que l'Església hagués d'estar totalment subordinada a l'Estat.